# Rychlostní silnice S6 (Polsko)

Trasa rychlostní silnice S6.

Rychlostní silnice S6 (Trasa Kaszubska - Kaszëbskô Darga) je polská rychlostní silnice v severním Polsku, která bude po svém dokončení spojovat Štětín, Goleniów, Kolobřeh, Koszalin, Sławno, Słupsk, Trojměstí s Rusocinem, kde se bude napojovat na dálnici A1. Její celková délka po dokončení bude 360 km, z toho je v provozu 168,4 km v plném profilu a 16,3 km v polovičním profilu. Bude procházet západopomořanským a pomořanským vojvodstvím.

## Historie

### 30. a 40. léta 20. století

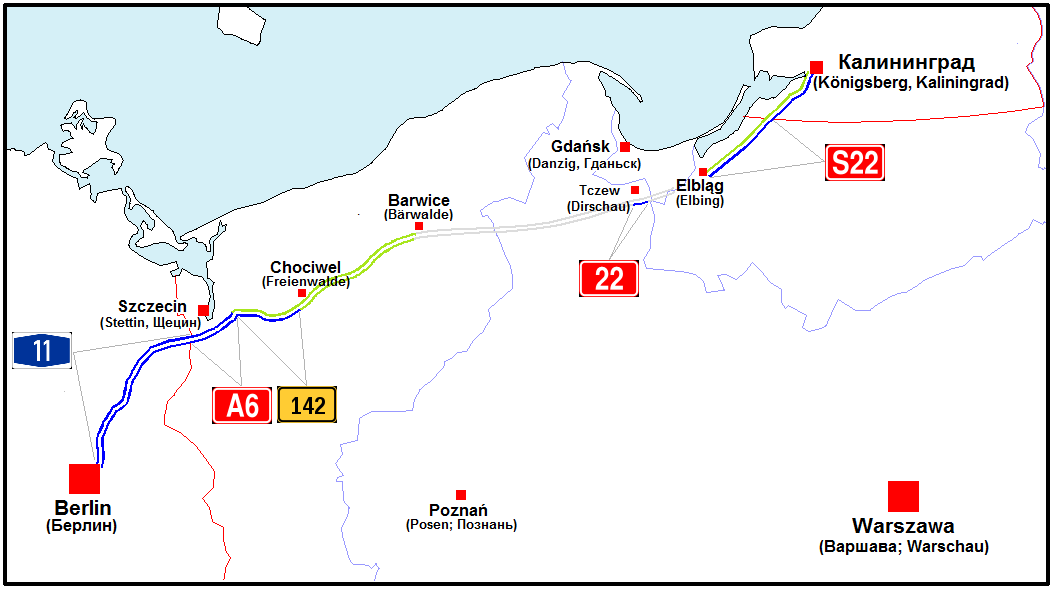
Dálnice spojující Berlín s Kaliningradem navržená ve 30. letech. Trasa se hodně liší od dnešní.

Historie výstavby dálnice sahá do 30. let. Tehdy se v Německu v rámci boje proti nezaměstnanosti rozhodlo spojit hlavní město Německa – Berlín s hlavním městem provincie Východního Pruska – Królewiec (dnešní Kaliningrad) dálnicí. Stavba Reichsautobahn (RAB) 4a Berlin-Stettin začala v roce 1934. 4. dubna 1936 byla dálnice zprovozněna ke křižovatce Joachimsthal a 27. září téhož roku byl zprovozněn úsek ke křižovatce Stettin-Süd (dnešní křižovatka Štětín-západ). Celkově byl vybudován čtyřproudový úsek o délce 119 kilometrů. Mosty a viadukty byly hotové v roce 1937. Úsek z Berlína k hranicím s Polskem je dnes součástí německé dálnice A11.
Trasa se měla od dnešní rychlostní silnice S6 lišit. Od křižovatky Rzęśnica se dálnice nestočila na sever směrem na Goleniów, ale pokračovala dále na východ a zamířila k městu Chociwel. Křižovatka také vypadala jinak než dnes. Dálnice byla hlavní silnice a dnešní rychlostní silnice S3 (tehdy Bäderstraße ) byla vedlejší silnice. Dodnes je tento úsek směrem na město Chociwel používán jako silnice č. 142.

### 1970–2000
V 70. letech začala výstavba obchvatu Trojměstí, který byl v následujících letech rozšířen.
Návrat ke staré koncepci spojování Německa s východem se zrodil po změně politického systému v Polsku po roce 1989. Myšlenka dálnice byla poté obnovena, ale tentokrát to bylo spojit ne Berlín, ale Hamburk s Kaliningradem. K výstavbě dálnice však nebyly podniknuty žádné kroky.

### 2000–2007
Od roku 2007 uvažuje GDDKiA o variantě rychlostní silnice S6 v Západopomořanském vojvodství s novou trasou přes Wicimice–Kołobrzeg–Koszalin.

### 2008–2010

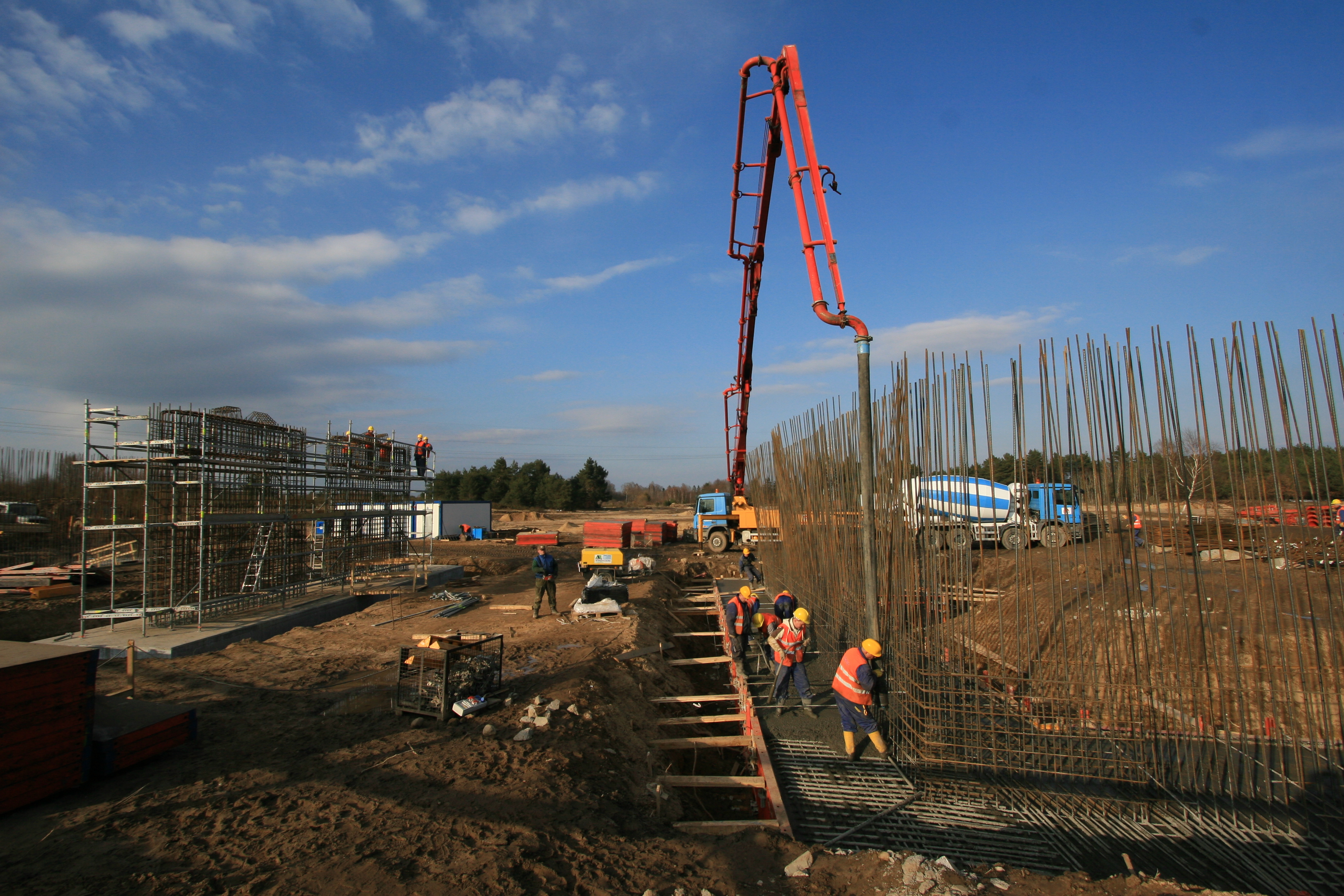
Stavba obchvatu Slupska

19. srpna 2008 byla zahájena výstavba obchvatu Słupska .
Dne 14. července 2010 bylo vydáno rozhodnutí o podmínkách životního prostředí pro úsek Goleniów–Słupsk, který bude mít dva jízdní pruhy v každém směru (s rezervou pro třetí jízdní pruh).
26. října 2010 byla dokončena výstavba obchvatu Słupska. Po 25 měsících výstavby jednoproudové silnice byly postaveny čtyři křižovatky (Reblinko, Kobylnica, Głobino a Redzikowo)

### 2010–2013

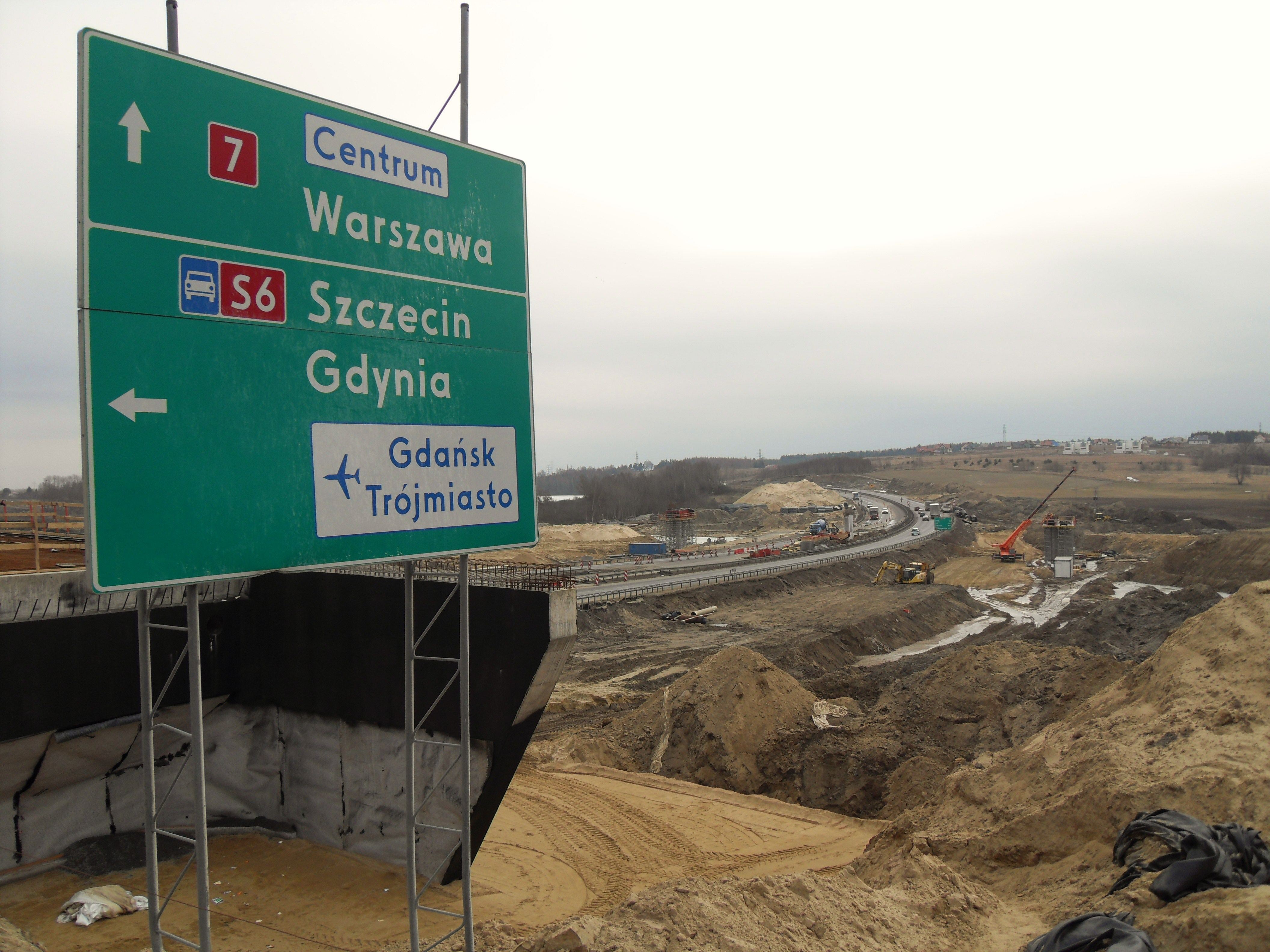
Přestavba křižovatky Karczemki

V letech 2010–2012 byla na obchvatu Trojměstí rozšířena křižovatka Karczemki.
V září 2012 ministr Nowak v rozhovoru pro polské rádio Gdaňsk uvedl, že Polsko nemá finanční prostředky na vybudování této rychlostní silnice, ale v novém finančním výhledu v roce 2014 bude vše připraveno k zahájení zadávacího řízení.
26. října 2012 bylo vyhlášeno výběrové řízení na koncepci programu úseku Goleniów–Słupsk.

### 2015
Vláda 13. října změnila nařízení o dálnicích a rychlostních silnicích v Polsku a rozšířila rychlostní silnici S6 o úsek Kołbaskowo–Police–Goleniów. Tento úsek bude tvořit západní obchvat Štětína.

## Úseky v provozu
- Goleniów–Nowogard
- Nowogard–obchvat
- Nowogard–Płoty
- Płotów–Kiełpino
- Kiełpino – Kolobřeh západ
- Kolobřeh Západ – Ustronie Morskie
- Ustronie Morskie – Koszalin
- Obchvat Slupska
- Obchvat Trojměstí

## Úseky ve stavbě
- Obchvat Koszalinu a Sianowa
- Lębork–Gdyně

## Úseky ve výběrovém řízení
- Křižovatka Kołbaskowo
- Sianów–Słupsk
- Obchvat Słupska – rozšíření na plný profil
- Słupsk–Lębork

## Úseky v přípravě
- Kołbaskowo–Goleniów
- Nový obchvat Trojměstí